# Takamine Hideo

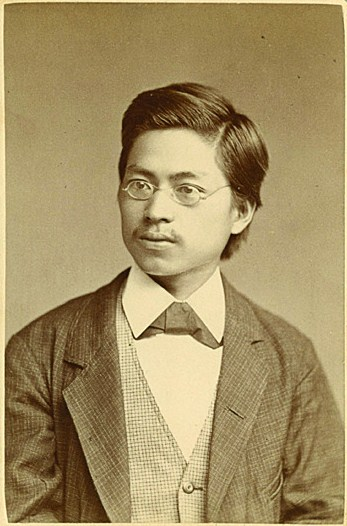
Takamine Hideo

Takamine Hideo (japanisch 高嶺 秀夫; geboren 5. Oktober 1854 in Wakamatsu, Aizu, Aizu/Mutsu (heute: Stadt Aizu-Wakamatsu, Präfektur Fukushima); gestorben 22. Februar 1910) war ein japanischer Pädagoge.

## Leben und Wirken
Takamine Hideo war Sohn eines höheren Samurai des Han Aizu[-Wakamatsu] unter dem Hoshina-Matsudaira-Klan. Seine erste Bildung erwarb er sich auf der Han-Schule Nisshin-kan (日新館). 1870 ging er nach Tokio und bildete sich unter Fukuchi Gen’ichirō weiter. Er besuchte dann die „Keiō Gijuku“ (慶應義塾), die Vorläufereinrichtung der Keiō-Universität. 1875 ging Takamine in die USA, wo er sich in Oswego im Staat New York an dem von Edward Austin Sheldon (1823–1997) gegründeten „Oswego Primary Teachers Training School“ zum Lehrer ausbilden ließ. Das College richtete sich für seine Arbeit nach den Theorien des Schweizer Pädagogen Johann Heinrich Pestalozzi, der die Notwendigkeit betonte, die Schüler in den Ausbildungsprozess einzubeziehen.
Nach seiner Rückkehr nach Japan 1878 übernahm er eine Stelle an der „Tōkyō Normal School“, der späteren „Tōkyō University of Education“. Er wurde Präsident dieser Schule und danach Präsident der „Tōkyō Women’s Higher Normal School“, der heutigen Frauenuniversität Ochanomizu und schließlich der Kunsthochschule „Tōkyō Bijutsu Gakkō“ (東京美術学校) und der Musikhochschule „Tōkyō Ongaku Gakkō“ (東京音楽学校), beides Vorläufereinrichtungen der heutigen Universität der Künste Tokio.